# Луїза Готтшед
Луїза Готтшед (нім. Luise Adelgunde Victorie Gottsched, нар. 11 квітня 1713 — пом. 26 червня 1762) — німецька поетеса, драматургиня, есеїстка та перекладачка. Часто згадується серед засновників сучасного німецького театру комедії.

## Біографія
Народилася в сім'ї лікаря, з раннього віку навчалася іноземних мов та мистецтв. За життя вважалася однією з найінтелектуальніших і найрозумніших жінок Європи та свого часу.
Була одружена з Йоганном Крістофером Готтшедом. Луїза познайомилася з ним, надіславши йому один зі своїх творів, який його вразив і привів до довгого листування, що закінчилося їхнім шлюбом. Після весілля Луїза й далі писала й публікувалася. Вона також допомагала чоловікові в його літературній роботі : вела листування, допомагала збирати бібліотеку, перекладала для нього книги та журнальні статті з різних європейських мов. Також вона самостійно проводила дослідження та готувала матеріали для деяких великих творів чоловіка.
Її власні поезії не набули широкого поширення, оскільки жоден видавець не погоджувався надрукувати книжку, написану жінкою. Однак її комедії мали успіх, хоч і були опубліковані без вказівки авторства.